# ChaSen
ChaSen é um analisador morfológico para o idioma japonês. Essa ferramenta para analisar morfemas foi desenvolvida no laboratório Matsumoto do Instituto de Ciência e Tecnologia de Nara.